# Oksana Dragun
Oksana Dragun (Bielorrusia, 19 de mayo de 1981) es una atleta bielorrusa, especialista en la prueba de 4 x 100 m, en la que ha logrado ser medallista de bronce mundial en 2005.

## Carrera deportiva
En el Mundial de Helsinki 2005 ganó la medalla de bronce en los relevos 4 x 100 m, con un tiempo de 42.56 segundos (récord nacional de Bielorrusia), tras Estados Unidos y Jamaica, y siendo sus compañeras de equipo: Natalya Sologub, Alena Nevmerzhitskaya y Yulia Nestsiarenka.
Al año siguiente, en el Campeonato Europeo de Atletismo de 2006 volvió a ganar la medalla de bronce en la misma prueba, con un tiempo de 43.61 s, llegando a meta tras Rusia y Reino Unido, siendo sus compañeras de equipo: Yulia Nestsiarenka, Natallia Safronnikava y Alena Neumiarzhitskaya.